# (13928) Aaronrogers
(13928) Aaronrogers (1987 UT) – planetoida z pasa głównego asteroid okrążająca Słońce w ciągu 3,56 lat w średniej odległości 2,33 j.a. Odkryta 26 października 1987 roku.